# Uwe Siemon-Netto
Uwe Siemon-Netto (* 25. Oktober 1936 in Leipzig) ist ein deutscher Journalist und evangelisch-lutherischer Theologe.

## Leben
Siemon-Netto begann seine Laufbahn als Journalist 1956 bei der Westfalenpost. 1958 wechselte er zu der US-amerikanischen Nachrichtenagentur Associated Press, für die er vier Jahre lang tätig war und 1961 vier Monate lang über den Bau der Berliner Mauer berichtete. Von 1962 bis 1969 war Siemon-Netto Korrespondent des Auslandsdienstes des Axel-Springer-Verlags in London, New York und Asien. Den Sechstagekrieg erlebte er in Jordanien. Von 1965 bis 1969 war er Kriegsreporter in Vietnam. Von 1969 bis 1973 war er der Nordamerika-Korrespondent des Stern und danach zwei Jahre lang stellvertretender Chefredakteur der Hamburger Morgenpost. Anschließend schrieb er als freischaffender Autor für zahlreiche Publikationen beiderseits des Atlantiks. Außerdem lehrte er an der Henri-Nannen-Schule in Hamburg.
1986 nahm Siemon-Netto ein Theologiestudium an der Lutheran School of Theology in Chicago auf, das er 1988 mit dem Master of Arts abschloss. 1992 erwarb er an der Boston University den Doktorgrad (Ph.D.) in der Doppeldisziplin Theologie und Religionssoziologie. 1996 absolvierte er ein postdoktorales Jahr am Center of Theological Inquiry in Princeton, New Jersey, wo er zum Verhältnis zwischen Journalismus und Theologie forschte. Von 2000 bis 2005 war er der Ressortleiter für Glaubensfragen bei der Nachrichtenagentur United Press International in Washington, D.C., danach Institutsleiter des Concordia Seminary. Dort gründete er 2006 das Center for Lutheran Theology and Public Life, das 2009 vom Concordia Seminary aus Budget-Gründen geschlossen wurde, woraufhin er es im Oktober 2009 an die Concordia University Irvine nach Irvine, Kalifornien und anschließend nach Capistrano Beach, Orange County, Kalifornien verlegte. 2013 gab Siemon-Netto die Leitung des Zentrums ab, er bleibt ihm aber nach wie vor als ehemaliger Gründungsdirektor verbunden.
Im Kontext der Flüchtlingskrise in Europa ab 2015 kritisierte Siemon-Netto die EKD und rief zur Missionierung von Flüchtlingen auf.
Siemon-Netto lebt mit seiner britischen Frau Gillian in Südkalifornien und Frankreich.

## Auszeichnungen
- 2004 erhielt Siemon-Netto die Ehrendoktorwürde des Concordia Seminary.
- 2009 wurde er wegen seiner Verdienste um die deutsch-amerikanischen Beziehungen mit dem Friedrich-Hecker-Freedom Award der German American Heritage Society in St. Louis ausgezeichnet.[3]

## Schriften
- The Acquittal of God: A Theology for Vietnam Veterans. Pilgrim Press, New York 1990; Reprint: Wipf & Stock, 2008.
- Luther als Wegbereiter Hitlers? Zur Geschichte eines Vorurteils. Gütersloher Verlagshaus, Gütersloh 1993, ISBN 3-579-02203-2.
  - Neuausgabe: Der erfundene Luther. Wider das Klischee vom „Wegbereiter Hitlers“. Lutherische Buchhandlung Harms, Groß Oesingen 1999, ISBN 3-86147-173-6.
  - Englisch: The fabricated Luther. The Rise and Fall of the Shirer Myth. Concordia Publ. House, Saint Louis, 1995; 2. Auflage: The fabricated Luther: refuting Nazi connections and other modern myths. 2007, ISBN 978-0-7586-0855-0.
- One Incarnate Truth: Christianity’s Answer to Spiritual Chaos. Concordia, 2002.
- Duc: A reporter’s love for the wounded people of Vietnam. CreateSpace Independent Publishing Platform 2013, ISBN 978-1-4826-9280-8.
  - Deutsch: Duc, der Deutsche: Mein Vietnam. Warum die Falschen siegten. Brunnen Verlag, Basel 2014, ISBN 978-3-7655-2024-2.
  - Triumph of the Absurd: A reporter’s love for the abandoned people of Vietnam. NRP Books, Corona CA 2015 (dritte Auflage von Duc), ISBN 978-1-945500-00-8.
  - Duc: un regard allemand sur le Vietnam 1965–1972. Triomphe de l’absurde en Indochine. Indes Savantes, Paris 2015, ISBN 978-2-84654-407-8.
- Griewatsch: Der Lümmel aus dem Leipziger Luftschutzkeller. Eine Vita. Fontis-Verlag, Basel 2015, ISBN 978-3-03848-038-9.
- Luther, Lehrmeister des Widerstands. Fontis, Basel 2016, ISBN 978-3-03848-092-1.